# كابتن أندربانتس (سلسلة روايات)

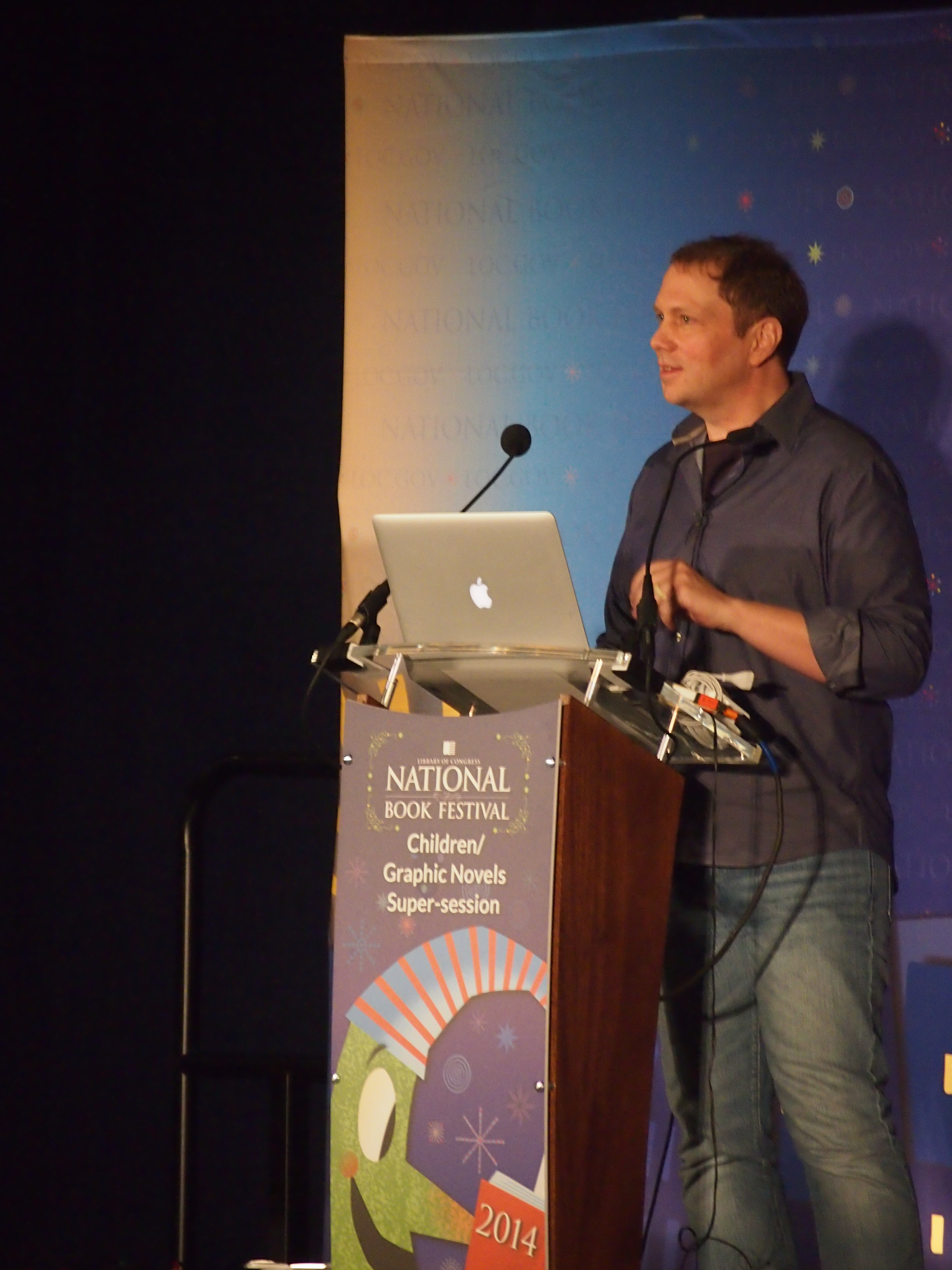
ديف بلكي يقرأ في المهرجان الوطني للكتاب

كابتن أندربانتس (بالإنجليزية: Captain Underpants) هي مجموعة من الروايات المصورة الموجهة للأطفال من تأليف ورسم الكاتب الأمريكي ديف بيلكي. تدور أحداثها حول جورج بيرد وهارولد هاتشينز، وهما طالبان في الصف الرابع يعيشان في بيكوا، أوهايو. يتسببان عن طريق الخطأ في تحويل مدير مدرستهما الصارم والمتسلط، السيد كروب إلى بطل خارق يُدعى كابتن أندربانتس وهي شخصية مستوحاة من أحد كتبهم المصورة محلية الصنع. اكتسب السيد كروب قدرات خارقة في الكتاب الثالث بعد تناوله مشروب إكسترا-سترينث سوبر باور جويس القادم من الفضاء.  
تتألف السلسلة حاليًا من 12 كتابًا وكتابي أنشطة وإصدارات ملونة و15 عرضًا، وقد فازت السلسلة بجائزة اختيار الأطفال في 4 أبريل 2006. تُرجمت السلسلة إلى أكثر من 20 لغة، وبيعت منها أكثر من 80 مليون نسخة حول العالم، منها أكثر من 50 مليون نسخة في الولايات المتحدة.

## روابط خارجية
- "الموقع الرسمي كابتن أندربانتس"